# قلعه گنجعلیخان
قلعه گنجعلیخان مربوط به دوره صفوی است و در کرمان، بُندر والی آباد، جاده خاکی به سمت چشمه امام‌رضا واقع شده و این اثر در تاریخ ۷ مرداد ۱۳۸۲ با شمارهٔ ثبت ۹۲۶۵ به‌عنوان یکی از آثار ملی ایران به ثبت رسیده است.